# Ferguson-Nunatakker
Die Ferguson-Nunatakker sind eine Gruppe von Nunatakkern im Palmerland auf der Antarktischen Halbinsel.  Sie ragen zwischen den Kopfenden des Meinardus- und des Swann-Gletschers auf.
Der United States Geological Survey kartierte sie anhand eigener Vermessungen und Luftaufnahmen der United States Navy aus den Jahren von 1961 bis 1967. Das Advisory Committee on Antarctic Names benannte sie 1968 nach Charles L. Ferguson, einem Elektriker auf der Palmer-Station im antarktischen Winter 1965.